# Крис Кајл
Кристофер Скот Кајл (енгл. Christopher Scott Kyle; Одеса, 8. април 1974 — Ират, 2. фебруар 2013) био је снајпер америчке специјалне морнаричке јединице SEAL (Морнаричке фоке). Био је учесник рата у Ираку и више пута је одликован због својих борбених заслуга. Имао је више од 150 потврђених убистава. Одликован је једном Сребрном звездом и Морнаричком медаљом за постигнућа и четири пута Бронзаном медаљом као и бројним другим војничким и личним наградама.
Кајл је 2009. године часно отпуштен из Морнарице САД, а своју аутобиографију, Амерички снајпер, објавио је 2012. Истоимена филмска адаптација Кајлове књиге, у режији Клинта Иствуда, објављена је две године касније. Године 2013, Кајла је убио Еди Реј Рут на стрелишту Rough Creek Lodge које се налази близу Чок Маунтина у Тексасу. Бивши маринац са посттрауматским стресним поремећајем, Рут, проглашен је кривим и осуђен је на доживотни затвор без условног отпуста.

## Ранији живот и образовање
Кристофер Скот Кајл рођен је 8. априла 1974. године у Одеси у Тексасу. Био је старији син Деборе Лин (рођена Мерсер) и Вејна Кенета Кајла, учитеља и ђакона у недељној школи. Кад је Кајл имао осам година, отац му је купио прву пушку: репетирку спрингфилд у калибру .30-06, а касније је добио и сачмарицу, којом су ловили јелене, фазане и препелице. Кајл и његов брат одрастали су заједно бринући се о 150 грла стоке. Кајл је похађао тексашку средњу школу у Мидлотијану, а након што ју је завршио 1992. године, постао је професионални учесник родеа и радио је на ранчу, Међутим, његова професионална каријера у родеу нагло се завршила када је тешко повредио руку. Две године је похађао Државни универзитет Тарлетон (1992—1994).

## Војна каријера
Кајл је отишао у канцеларију за регрутовање војних снага, јер је био заинтересован да се придружи припадницима Маринског корпуса САД за специјалне операције. Регрут Америчке морнарице убедио га је да ипак покуша да се опроба у Морнаричким фокама. У почетку је Кајл био одбијен због игала у руци који су му уграђени као резултат унутрашње фиксације. На крају је добио позив за 24-недељну основну обуку у Коронаду у Калифорнији 1999. године. Кајл је успешно дипломирао са класом 233 у марту 2001.
Био је део трећег тима Морнаричких фока (енгл. SEAL Team-3), ангажован као снајпер вода Чарли (касније Кадилак), у оквиру Команда за специјалне операције морнарице САД. Кајл је учествовао у многим великим биткама које су се одиграле у Ирачком рату. Његов први далекометни смртоносни хитац испаљен је током почетне фазе инвазије на Ирак када је упуцао жену која је носила ручну бомбу прилазећи групи маринаца. Према наређењу, Кајл је отворио ватру чиме је убио жену пре него што је могла да нападне.

### Снајпер
Кајл је био један од најсмртоноснијих снајпера америчке војске у Ираку, с великим бројем потврђених и непотврђених убистава. Кајлови извештаји (извештаје попуњава сваки снајпер након извршеног задатка) пријављене су вишој команди. Издавач HarperCcollins наводи: „Пентагон је званично потврдио више од 150 Кајлових убистава (претходни амерички рекорд је био 109). Међутим, Пентагон је одбио да потврди тачан број убистава овој књизи.”
У својој аутобиографији, Кајл је написао:
| „ | Морнарица ми приписује више убистава снајпером него за било ког другог припадника америчке војске, прошлог или садашњег. Претпостављам да је то истина. Они иду тамо-вамо о томе који је тачан број убистава. Једне недеље је број 160 („званичан” број у тренутку када ово пишем), друге недеље је много већи, па је треће недеље број негде између. Ако желите број, питајте морнарицу — можда ћете чак и сазнати истину ако их ухватите у правом тренутку. | ” |

Дана 8. јула 2016. године, Америчка морнарица је исправила Кајлов сертификат о отпуштању/напуштању (из) активне војне службе (енгл. DD Form 214, Certificate of Release or Discharge from Active Duty) у вези с одређеним одликовањима који су били наведени у његовом оригиналном документу о отпусту. Број одликовања у оригиналним отпусним листовима, који су му издати при напуштању службе, подудара се с бројем одликовања које је Кајл навео у својој аутобиографији: две Сребрне звезде и пет Бронзаних звезда. Морнарица је навела да је уочена грешка у отпусним листовима и потом је преиначила документ и број Кајлових одликовања од тада је следећи: једна Сребрна и четири Бронзане звезде.

### Оружје
Будући да је био снајпер, Кајла су често питали о оружју. Током обуке, користио је четири различите пушке како би знао које је оружје најкорисније у датој ситуацији. На терену је користио следећа оружја:
- полуаутоматски снајпер Mk 11 у калибру 7.62 NATO (патрола);
- водни снајпер (енгл. Designated Marksman Rifle, DMR) Mk 12 у калибру 5.56 NATO (градска патрола);
- снајпер Remington 700/300, каснији тип класификован као MK13 Mod 1 у калибру ;
- различите пушке у калибру .338 Lapua Magnum које се користе за далекометно гађање.

## Живот у пензији
Кајл је напустио Америчку морнарицу 2009. године и преселио се у Мидлотијан у Тексасу са супругом Тајом и двоје деце. Био је председник предузећа Craft International која се бави тактичком обуком војника и припадника других организација за спровођење закона.
Године 2012, амерички издавач HarperCollins објавио је Кајлову аутобиографију Амерички снајпер. У почетку, Кајл је оклевао да напише књигу, али се напослетку ипак одлучио за то будући да су тада били објављиване и друге књиге о припадницима Морнаричких фока. У својој књизи, Кајл је отворено описао своја искуства. О бици за Рамади, написао је следеће: „Сила је одлучила ток битке. Побили смо лоше момке и довели вође за мировни сто. Тако свет функционише.” Касније је Кајл изјавио да не жали одлуку да постане снајпер, рекавши: „Морао сам то учинити како бих заштитио маринце.”
Амерички снајпер је 37 недеља био на списку бестселера часописа Њујорк тајмс. Након објављивања књиге, медији су оспоравали одређене Кајлове анегдоте, али је у суштини његова прича била широко прихваћена. „Приче о његовом јунаштву на бојном пољу већ су биле познате у свим видовима оружаних снага”, написао је Мајкл Џ. Муни, аутор биографије о Кајлу.
Кајл је ступио у контакт са фондацијом FITCO Cares, непрофитном организацијом која је основала Heroes Project како би обезбедила бесплатну кућну опрему за вежбање, индивидуалне програме, личну обуку и обуку за живот ветеранима са инвалидитетом у потреби или онима који пате од ПТСП-а. 13. августа 2012, Кајл се појавио у ријалитију Stars Earn Stripes, у којој се појављују познате личности које се упарују са специјалцима или стручњацима за спровођење закона који их уче и обучавају о оружју и борби. Тада се Кајл удружио са глумцем Дином Кејном.

## Смрт
Дана 2. фебруара 2013. године, Кајла и његовог пријатеља, Чада Литлфилда (35), убио је Еди Реј Рут на стрелишту у округу Ират у Тексасу. Када су убијени, Кајл и Литлфилд су били наоружани пиштољима 1911 калибра .45, али ниједан од пиштоља није био без футроле или је метал био испаљен из њих, а сигурносни затварачи су још увек били на месту. Кајл је убијен пиштољем калибра .45, док је Литлфилд погођен пиштољем SIG Sauer калибра 9 mm. Оба пиштоља припадала су Кајлу.
Рут је био двадесетпетогодишњи ветеран Маринског корпуса САД из Ланкастера у Тексасу. Кајл и Литлфилд су наводно одвели Рута на полигон у покушају да му помогну с посттрауматским стресним поремећајем (ПТСП) од ког је боловао. Рут је такође најмање две године био редовни посетилац менталних болница а дијагностикована му је и шизофренија. Његова породица је такође рекла да је боловао од ПТСП-а. На путу до стрељане, Кајл је послао Литлфилду поруку: „Овај тип је луд.” Литлфилд је одговорио: „Чувај ми леђа”. Четири месеца касније, док је био у затворској ћелији, Рут је рекао бившем заменику шерифа округа Ерат, Џину Којлу: „Док сам се возио у на задњем седишту камиона, нико није хтео да разговара са мном. Само су ме водили на полигон па сам их упуцао. Осећам се лоше због тога, али нису хтели да разговарају са мном. Сигуран сам да су ми опростили.”
Након убистава, Рут је отишао у сестрину кућу у Мидлотијану и рекао јој шта је урадио. Његова сестра, Лаура Блевинс, назвала је 911 и рекла је хитној служби: „Изашли су у стрељану... Потпуно је луд. Он је... психотичан.” Локална полиција је привела осумњиченог након кратке јурњаве ауто-путем, која се завршила када је Рут, који је побегао са места догађаја у Кајловом камиону Форд Ф-350, ударио у полицијску крстарицу у Ланкастеру.
Рут је касније истог дана оптужен по две тачке за убиство и одведен је у затвор округа Ерат. Његово суђење је требало да почне 5. маја 2014. године, али је одложено како би се оставило више времена за испитивање ДНК. Суђење је почело 11. фебруара 2015. Рут је 24. фебруара 2015. проглашен кривим за убиство Кајла и Литлфилда. Порота је пресуду вратила након мање од три сата разматрања. Пошто су тужиоци унапред одлучили да не траже смртну казну, судија Џејсон Кашон одмах је осудио Рута на доживотну казну затвора, без могућности условног отпуста. Рут је затворен у Одељену за кривично право у близини Палестина.
Кајлу је 11. фебруара служен парастос на стадиону Каубојса у Арлингтону, а сахрањен је 12. фебруара 2013. године на државном гробљу у Остину. Стотине људи је стајало поред ауто-пута Интерстејт 35 како би видели поворку и одали последњу почаст Крису Кајлу.

## Награде и одликовања
Морнарица је 14. јуна 2016. ревидирала листу награда Криса Кајла.

### Сребрна звезда
| „ | Председник Сједињених Америчких Држава са задовољством уручује Сребрну звезду специјалном оператеру прве класе (SEAL) Кристоферу Скоту Кајлу, војнику морнарице Сједињених Држава, због упадљиве храбрости и неустрашивости коју је пружао у акцији против непријатеља док је служио као водећи снајпер јединице у директној подршци операцији од 24. априла до 27. августа 2006. Јуначке акције, професионализам и невероватне снајперске вештине подофицира Кајла имале су огроман утицај на успех америчких и ирачких снага у разбијању побуне и заузимању кључних подручја града Ар Рамадија, епицентра Ал Каиде, и побуњеничких активности у Ираку. Током тридесет и две мисије, лично је пријавио деведесет и једног погинулог непријатеља као и још гомилу других вероватно погинулих или рањених. Напори подофицира Кајла били су саставни део успеха четири операције Оперативне групе батаљона корпуса америчке војске и морнарице у виду успостављања борбених предстража америчке и ирачке војске у подручјима која су раније држали побуњеници. (...) Својим смелим вођством, храбрим поступцима и потпуном посвећеношћу, подофицир Кајл је заслужено понео највиша звања и одликовања Поморске службе Сједињених Држава. | ” |